# Robert Oliveri
Pour les articles homonymes, voir Oliveri (homonymie).
Robert Dane Oliveri est un acteur américain né le 28 avril 1978  à Los Angeles, Californie (États-Unis).

## Biographie
Il reste connu pour avoir incarné le jeune Nick Szalinski dans Chérie, j'ai rétréci les gosses et Chérie, j'ai agrandi le bébé. Il reprendra ce rôle une troisième fois en 1994 dans le spectacle cinématographique des parcs Disney, Chérie, j'ai rétréci le public.
Cependant, peu séduit par le métier d'acteur, il a cessé toute activité après ces deux films et n'a plus jamais fait parler de lui.

## Filmographie

### Cinéma
- 1989 : Chérie, j'ai rétréci les gosses (Honey, I Shrunk the Kids) : Nick Szalinski
- 1990 : Edward aux mains d'argent (Edward Scissorhands) : Kevin Boggs
- 1992 : Chérie, j'ai agrandi le bébé (Honey, I Blew Up the Kid) : Nick Szalinski
- 1994 : Chérie, j'ai rétréci le public (Honey, I Shrunk The Audience) : Nick Szalinski

### Télévision
- 1987 : ABC Afterschool Special (TV) : Paul (épisode Supermom's Daughter)
- 1989 : Vendredi 13 : Mike Carlson
- 1989 : American Playhouse (en) : Nelson jeune
- 1990 : The Flockens (téléfilm) : Danny Flocken
- 1990 : Monsters : Roy Barton
- 1991 : ABC Weekend Special : Ryan (épisode Ralph S. Mouse)